# Emmesomyia deemingi
Emmesomyia deemingi är en tvåvingeart som beskrevs av Ackland 1995. Emmesomyia deemingi ingår i släktet Emmesomyia och familjen blomsterflugor.
Artens utbredningsområde är Nigeria. Inga underarter finns listade i Catalogue of Life.